# 波叶乳香树

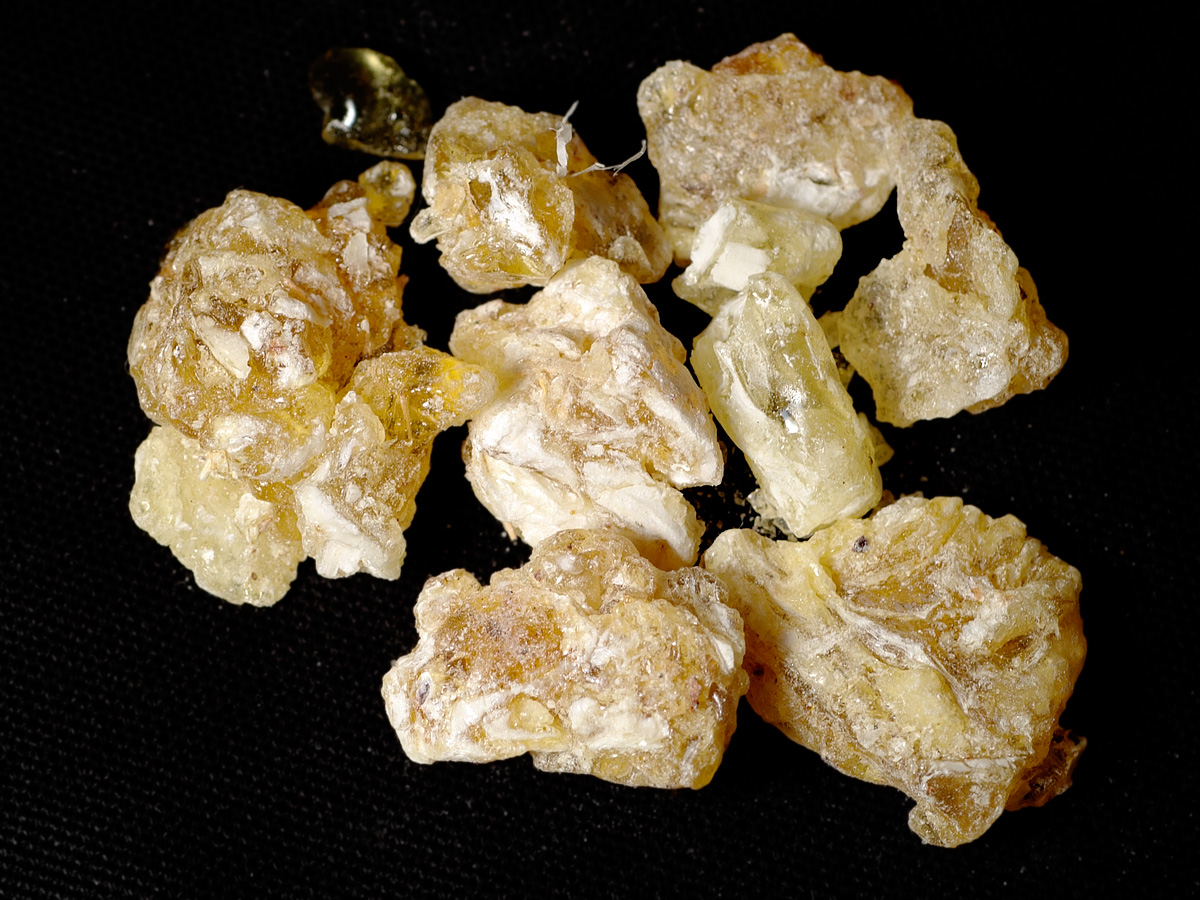
波叶乳香树的树脂

波叶乳香树是橄榄科乳香树属植物，原产索马里东北部。种加词得名于孟买议会议员威廉·爱德华·弗里尔（William Edward Frere）。波叶乳香树显著的特点是小叶边缘波状至深波状。
波叶乳香树是生产乳香的主要树种之一。波叶乳香树在索马里语中叫做或，其所产乳香叫做或。